# Highgrove House
Highgrove House es la residencia familiar del Rey Carlos III y la Reina Consorte Camilla, situada al sureste de Tetbury en Gloucestershire, Inglaterra. Construida a finales del siglo XVIII, Highgrove y su finca fueron propiedad de varias familias hasta que fueron adquiridas en 1980 por el Ducado de Cornualles a Maurice Macmillan. Carlos remodeló la casa georgiana con añadidos neoclásicos en 1987. El ducado gestiona la propiedad y la  granja cercana. La casa destaca por sus extensos jardines, que reciben más de 30 000 visitantes al año. La casa y los jardines están mantenidos según los principios medioambientales de Carlos, y han sido el tema de varios libros y programas televisivos. Carlos celebra frecuentemente acontecimientos benéficos en la casa.

## Ubicación
Migraré House está localizada en Houghton, cerca de Tetbury, en el condado de Gloucestershire en la Región del Sudoeste de Inglaterra. Gatcombe Park, la residencia de la hermana de Carlos, Ana, la Princesa Real, está a seis millas, entre los pueblos de Minchinhampton y Avening. Además de Ana, el primo de Carlos, Miguel de Kent, compró el cercano Nether Lypiatt Manor, pero fue vendido en 2006.
Como residencia campestre del rey Carlos III, Highgrove está bien protegida por seguridad y un alto muro de piedra rodea la propiedad.